# Comuna Oleksandrivka, Tomașpil
Oleksandrivka (în ucraineană Олександрівка) este o comună în raionul Tomașpil, regiunea Vinnița, Ucraina, formată din satele Blahodatne, Oleksandrivka (reședința) și Zabileanî.

## Demografie
Componența lingvistică a satului Oleksandrivka
     Ucraineană (97,61%)
     Rusă (1,99%)
     Alte limbi (0,13%)
Conform recensământului din 2001, majoritatea populației satului Oleksandrivka era vorbitoare de ucraineană (97,61%), existând în minoritate și vorbitori de rusă (1,99%).